# Clu Gulager

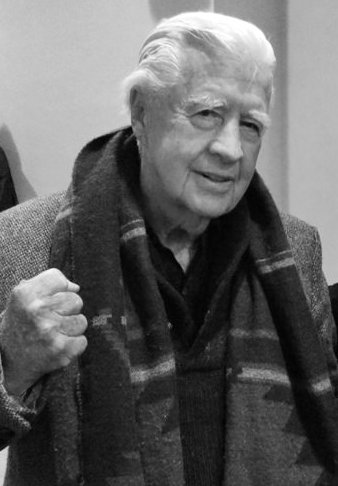
Clu Gulager (2015)

William Martin „Clu“ Gulager (* 16. November 1928 in Holdenville, Oklahoma; † 5. August 2022 in Los Angeles, Kalifornien) war ein US-amerikanischer Schauspieler, dessen Filmkarriere über 160 Film- und Fernsehproduktionen zwischen 1955 und 2019 umfasste.

## Leben
Gulager war der Sohn des Rodeo-Entertainers John Gulager, eines Cousins von Will Rogers, und wuchs auf der Farm seines Onkels in Tahlequah (Oklahoma) auf. Zu seinen Vorfahren gehörten auch Cherokee-Indianer. Seinen Spitznamen erhielt er von den bei den Cherokee „Tlu-Tlu“ oder „Clu-Clu“ genannten Mauerseglern, die bei seinem Elternhaus nisteten.
Von 1946 bis 1948 diente er beim US Marine Corps in Camp Pendleton und wurde dann Schauspieler. Er studierte bei Paul Baker an der Baylor University und lernte in Paris bei Étienne Decroux, dem Lehrer von Marcel Marceau. Neben seinem Studium erwarb weitere Fähigkeiten bei einem experimentellen Theaterprojekt unter Leitung von Jean-Louis Barrault in Paris. Nach seiner Rückkehr ging er wieder zur Baylor University, wo er seine spätere Frau kennenlernte, zog 1955 nach New York und erhielt dann einen Vertrag als Schauspieler bei Universal. Er spielte Nebenrollen in zahlreichen Serien Ende der 1950er Jahre wie The Lawless Years, The Untouchables, The Alfred Hitchcock Show und in der Westernserie Have Gun – Will Travel mit Richard Boone. Bekannt wurde er aber durch seine Rollen in Western-Fernsehserien. Zwischen 1960 und 1962 spielte er Billy the Kid in der NBC-Westernserie The Tall Man, dann von 1964 bis 1968 den Sheriff Emmett Ryker in Die Leute von der Shiloh Ranch, ebenfalls für den Kanal NBC.
Ab den 1960er-Jahren war Gulager auch regelmäßig in Kinofilmen zu sehen, wobei er hier besonders häufig die Rolle des „harten Mannes“ verkörperte. 1964 verkörperte er einen Nachwuchs-Killer in Don Siegels Der Tod eines Killers. Später spielte er auch in einigen Horrorfilmen wie The Hidden – Das unsagbar Böse und als Hauptdarsteller in der Horrorkomödie Verdammt, die Zombies kommen. In dem Filmdrama Die letzte Vorstellung (1971) von Peter Bogdanovich verkörperte er einen Vorarbeiter, der mit der Ehefrau, dann später mit der Tochter seines Chefs eine Affäre hat. Weitere Auftritte hatte er in John Sturges’ Thriller McQ schlägt zu (1974) an der Seite von John Wayne und in der Komödie Kopfüber in die Nacht (1985) von John Landis, in der er einen korrupten Polizisten spielte. Neben seinen Kinorollen übernahm er auch immer wieder Gastauftritte in bekannten Serien. Im höheren Alter war Gulager in einigen Filmen wie Feast (2005) oder Piranha 2 (2012) unter Regie seines Sohns John zu sehen, daneben spielte er in Independentfilmen wie Tangerine L.A. (2015) und Blue Jay (2016). Gulagers Schaffen als Schauspieler umfasst mehr als 160 Produktionen. Zuletzt spielte er 2019 in Quentin Tarantinos Once Upon a Time in Hollywood in einer kleinen Rolle als Buchhändler mit.
Gulager und seine Ehefrau leiteten bis in die 2000er-Jahre eine eigene Schauspielschule. Außerdem führte er Regie bei Theaterprojekten in Los Angeles.  1969 trat Gulager einmalig auch als Filmregisseur in Erscheinung und drehte den Kurzfilm A Day With the Boys, für den er im Jahr darauf für die Goldene Palme nominiert wurde.
Gulager war von 1952 bis zu ihrem Tod mit der Schauspielerin Miriam Bird Nethery (1929–2003) verheiratet. Aus der Verbindung gingen zwei Söhne hervor, die beide Schauspieler sind: John Gulager (* 1957), der auch Regisseur ist, und Tom Gulager (* 1965). Im August 2022 starb Clu Gulager im Alter von 93 Jahren.

## Filmografie (Auswahl)
- 1956: The United States Steel Hour (Fernsehserie, 1 Folge)
- 1959: Am Fuß der blauen Berge (Fernsehserie, 1 Folge)
- 1959: Die Unbestechlichen (The Untouchables; Fernsehserie, 1 Folge)
- 1959: Law of the Plainsman (Fernsehserie, 1 Folge)
- 1959: Black Saddle (Fernsehserie, 1 Folge)
- 1960–1962: The Tall Man (Fernsehserie, 75 Folgen)
- 1961: Preston & Preston (The Defenders, Fernsehserie, 1 Folge)
- 1963–1968: Die Leute von der Shiloh Ranch (Fernsehserie, 104 Folgen)
- 1964: Der Tod eines Killers (The Killers)
- 1966: … und jetzt Miguel (And Now Miguel)
- 1968–1973: Der Chef (Fernsehserie, 3 Folgen)
- 1969: Indianapolis (Winning)
- 1969–1970: The Name of the Game (Fernsehserie, 3 Folgen)
- 1971: Die letzte Vorstellung (The Last Picture Show)
- 1971: Cannon (Fernsehserie, 2 Folgen)
- 1972: Bonanza (Fernsehserie, 1 Folge)
- 1972/1976: Hawaii Fünf-Null (Fernsehserie, 2 Folgen)
- 1972: Das Glashaus (The Glass House; Fernsehfilm)
- 1972: Molly und der Gesetzlose (Molly and Lawless John)
- 1973: Kung Fu (Fernsehserie, Folge Blutsbruder)
- 1973: The New Perry Mason (Fernsehserie, 1 Folge)
- 1973/1976: Barnaby Jones (Fernsehserie, 2 Folgen)
- 1974: McQ schlägt zu (McQ)
- 1974: Gangsterfilmen
- 1975: Die Straßen von San Francisco (Fernsehserie, 1 Folge)
- 1977: Jenseits von Mitternacht (The Other Side of Midnight)
- 1978: Liebe vor Gericht (A Question of Love)
- 1979: The MacKenzies of Paradise Cove (Fernsehserie, 6 Folgen)
- 1979: Der Bulldozer (A Force of One)
- 1982: CHiPs (Fernsehserie, 1 Folge)
- 1982: Quincy (Fernsehserie, 1 Folge)
- 1982–1986: Ein Colt für alle Fälle (Fernsehserie, 3 Folgen)
- 1984: Kampf um Yellow Rose (The Yellow Rose) (Fernsehserie, 1 Folge)
- 1984: Blutweihe (The Initiation)
- 1985: Verdammt, die Zombies kommen (The Return of the Living Dead)
- 1985: Der Schrecken der London Bridge (Bridge Across Time; Fernsehfilm)
- 1985: Kopfüber in die Nacht (Into the Night)
- 1985: Lies – Lügen (Lies)

- 1985: Street Hawk (Fernsehserie, 1 Folge)
- 1985: Trio mit vier Fäusten (Fernsehserie, 1 Folge)
- 1985: Knight Rider (Fernsehserie, 1 Folge)
- 1985: Nightmare II – Die Rache (A Nightmare on Elm Street, Part 2: Freddy’s Revenge)
- 1985: Alarmstufe 1 (Prime Risk)
- 1985–1987: Mord ist ihr Hobby (Fernsehserie, 3 Folgen)
- 1986: Simon & Simon (Fernsehserie, 1 Folge)
- 1986: Fackeln im Sturm (Miniserie, 2 Folgen)
- 1986: Airwolf (Fernsehserie, 1 Folge)
- 1987: Die Nacht der Schreie (The Offspring)
- 1987: The Hidden – Das unsagbar Böse (The Hidden)
- 1987: In der Glut des Sommers (Summer Heat)
- 1988: MacGyver (Fernsehserie, 1 Folge)
- 1988: Ghettobusters (I'm Gonna Git You Sucka)
- 1988: Tapeheads – Verrückt auf Video (Tapeheads)
- 1991: My Heroes Have Always Been Cowboys
- 1995: Walker, Texas Ranger (Fernsehserie, 1 Folge)
- 1996: Dr. Quinn – Ärztin aus Leidenschaft (Fernsehserie, 1 Folge)
- 1999: Palmer’s Pickup – Ein abgefahrener Trip (Palmer’s Pick-Up)
- 2005: Feast
- 2008: Feast II: Sloppy Seconds
- 2009: Feast III: The Happy Finish
- 2012: Piranha 2 (Piranha 3DD)
- 2015: Tangerine L.A. (Tangerine)
- 2016: Blue Jay
- 2018: Give Til It Hurts
- 2019: Once Upon a Time in Hollywood